# Bisdom Garanhuns
Het bisdom Garanhuns (Latijn: Dioecesis Garanhunensis) is een rooms-katholiek bisdom met als zetel Garanhuns, in Brazilië. Het bisdom is suffragaan aan het aartsbisdom Olinda e Recife.

## Geschiedenis
Het bisdom werd opgericht op 2 augustus 1918, uit delen van het aartsbisdom Olinda e Recife. 

## Parochies
Het bisdom had in 2021 een oppervlakte van 8.734 km2 en telde 691.321 inwoners waarvan 90,6% rooms-katholiek was.

## Bisschoppen
- João Tavares de Moura (3 juli 1919 - 20 juli 1928)
- Manoel Antônio de Paiva (2 april 1929 - 19 mei 1937)
- Mário de Miranda Vilas-Boas (26 mei 1938 - 10 september 1944)
- Juvéncio de Brito (15 december 1945 - 31 januari 1954)
- Francisco Expedito Lopes (24 augustus 1954 - 1 juli 1957)
- José Adelino Dantas (3 mei 1958 - 20 februari 1967)
- Milton Corrêa Pereira (4 augustus 1967 - 25 april 1973)
- Tiago Postma (20 juni 1974 - 15 maart 1995)
- Irineu Roque Scherer (15 april 1998 - 30 mei 2007)
- Fernando José Monteiro Guimarães (12 maart 2008 - 6 augustus 2014)
- Paulo Jackson Nóbrega de Sousa (20 mei 2015 - 14 juni 2023)
- sedisvacatie

Olinda e Recife (aartsbisdom) · Afogados da Ingazeira · Caruaru · Floresta · Garanhuns · Nazaré · Palmares · Pesqueira · Petrolina · Salgueiro